# غيورغ، دوق ساكسونيا
غيورغ الملتحي، دوق ساكسونيا (بالألمانية: Georg der Bärtige)‏ (مايسن؛ 27 أغسطس 1471 - درسدن؛  17 أبريل 1539)؛ هو دوق ساكسونيا منذ 1500 حتى وفاته في 1539.

## حياته المبكرة
هو الابن البكر لألبرشت الشجاع، دوق ساكسونيا مؤسس خط الألبرتيني من أسرة فتين، وسيدوني ابنة جيري بوديبراد، ملك بوهيميا؛ ابنه عمه الناخب فريدرش الحكيم من فرع الإرنستيني، والمعروف عنه بحمايته مارتن لوثر.
في وقت مبكر من عام 1488 عندما كان يقاتل والده في فريزيا الشرقية بالنيابة عن الإمبراطور، حكم غيورغ كـ وصي عن ممتلكات والده في ألمانيا التي شملت مرغريفية مايسن بما في ذلك مدينتي درسدن ولايبزيغ.

## الحكم
في 1498 منح الإمبراطور والده ألبرشت منصب لورد فريزيا الوراثي في ماستريخت، وفي 14 فبراير 1499 رجع والده إلى ممتلكاته في ألمانيا، بحيث سعى من خلال ذلك المنع تقسيم أراضيه في المستقبل، توفي والده في 12 سبتمبر 1500، خلف غيورغ والده في الأراضي الألمانية، في حين أصبح شقيقه الأصغر هاينريش حاكم فريزيا الوراثي.
ومع ذلك لم يكن الاحتلال الساكسوني لفريزيا مؤمناً بأي حال من الأحوال، نتيجةً للثورات المستمرة في تلك الأراضي، وبالتالي كانت إدارة هاينريش في حالة سكون وبدلا من ذلك التوصل الأخوين إلى اتفاق في عام 1505 بموجب تنازل هاينريش عن حقه في منصب الحاكم التي انتقلت إلى غيورغ مقابل أقساط وأيضا حصل على مقاطعتين فرايبرغ وفولكنشتاين، ومع ذلك هذا اتفاق لم يعيد السلام إلى فريزيا التي أصبحت مركز القلق لـ ساكسونيا أكثر، وأخيراً في 1515 باع غيورغ فريزيا إلى ابن عمه في المستقبل الإمبراطور الروماني المقدس كارل الخامس في ذاك الوقت كان بصفة دوق بورغندي بسعر معتدل حوالي 100,000 فلورينز، حاول غيورغ الاحتفاظ بالأراضي الجديدة التي لم تمنح إلى كارل الخامس في هت بيلدت، بالرغم هذه المشاكل خارج أراضيه الساكسونية لم يمنع غيورغ من منح رعايه هناك حكومة الدوقية الإقليمية عندما كان الوصي خلال حياة والده، فالصعوبات الناشئة عن مصالح المتضاربة والمطالب الكثيرة في زيادة السلطة مما جلبت الأمير الشاب على حافة اليأس.

## سنوات الإصلاح
منذ بداية الإصلاح وجه الدوق أفكاره أساساً إلى الشؤون الكنسية، ففي بداية لم يكم معارضاً لـ لوثر ولكن مع مرور الوقت أصبح هدف لوثر واضحاً له وبتحويله أكثر فأكثر من مصلح، وأخيراً نتيجة تغيير الواقف أصبح المراسلات بينهما اللاذعة، بحيث انتقد لوثر بشدة الدوق.
في 1525 شارك غيورغ بجانب صهره اللوثري لاندغراف فيليب من هسن وابنه عمه الناخب  فريدرش الحكيم في قمع ثورة الفلاحين بحيث هزموا الفلاحين في معركة فرانكنهاوزن بـ تورينغيا، وأيضا في نفس السنة إنشئ مع بعض الأمراء الألمان عصبة ديساو لحماية مصالح الكاثوليكية، ومع ذلك نشاط القوي التي أظهره الدوق في العديد من الإتجاهات لم يُكِن الكثير من النجاحات فمعظم تدابيره السياسية لم تكن إلا مجرد تجربة، ومع الاسف المسائل الكنسية والسياسية شهدت انخفاض التدريجي للكاثوليكية وانتشار اللوثرية بشكل موسع، على الرغم من جهوده الجادة وحظر القسري لعقيدة الجديدة.
قضى غيورغ سنواته الأخيرة من حكمه في مساعي لتأمين خليفة كاثوليكي، كان ابنه الوحيد الباقي فريدرش ضعيفاً وغير متزوج، كانت نيته بأن يحكم فريدرش في المستقبل بمساعدة من المجلس، ومع أوائل 1539 أصبح فريدرش متزوجاً من إليزابيث من مانسفيلد ولكنه توفي بعد وقت قصير دون ترك احتمال بوجود الوارثة، وفقاً لقرار تسوية في 1499 أصبح شقيقه الأصغر هاينريش هو الوريث، فبما أن هاينريش كان بروتستانتياً، تجاهل غيورغ إرادة والده سعياً خلف إعطاء الدوقية إلى فرديناند شقيق كارل الخامس، ولكن مع وفاته المفاجئة في أبريل 1539 حالت دون تنفيذ هذه النية.